# Szürkefejű császárgalamb
A szürkefejű császárgalamb (Ducula radiata) a madarak osztályának galambalakúak (Columbiformes) rendjébe és a galambfélék (Columbidae) családjába tartozó faj.
A magyar név forrással nem megerősített, lehet, hogy az angol név tükörfordítása (Grey-headed Imperial-pigeon).

## Előfordulása
Indonéziához tartozó Celebesz szigetén honos.